# Umeå Jazzfestival

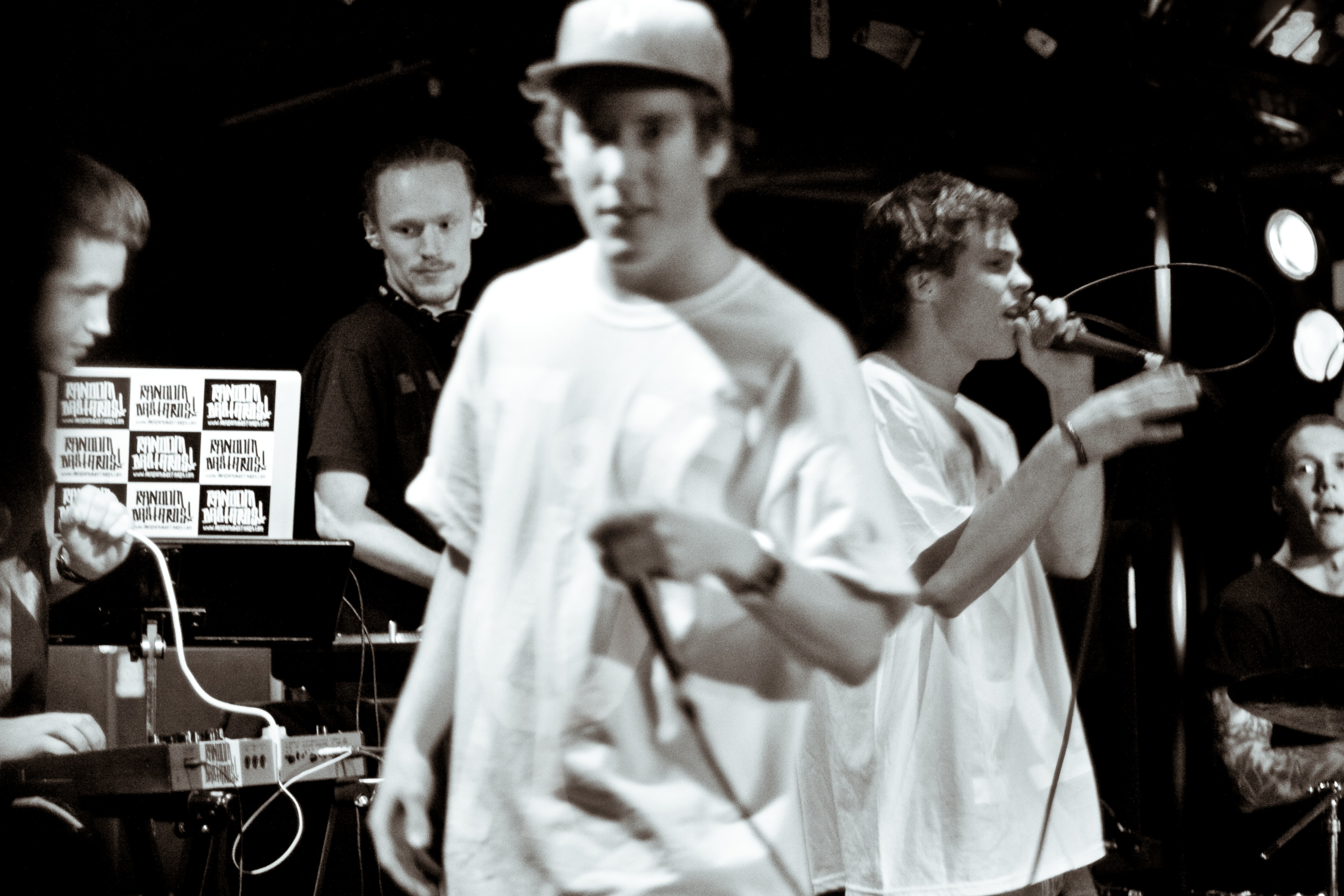
Trainspotters live på Umea Jazzfestival 2009.

Umeå Jazzfestival är en årlig jazzfestival i Umeå som grundades 1968 av Umeåmusikern Lars Lystedt i samarbete med Umeå studentkår. Arrangemanget fick tidigt ekonomiskt stöd av Umeå kommun och ideell hjälp av medlemmar i Föreningen Jazz i Umeå, och togs år 1990 över av länsmusiken, som sedan 1997 varit en del av musikavdelningen vid Norrlandsoperan.  Ny huvudman för festvalen från 2019 är Umeå Folkets hus.
Lars Lystedt följdes som ledare för festivalen åren 1991–2022 av Lennart Strömbäck, som 2022 efterträddes av umeåfödde saxofonisten Jonas Knutsson.
Sedan starten har ett stort antal svenska och utländska jazzmusiker och grupper medverkat vid festivalen, däribland Dexter Gordon, Duke Ellington, Ella Fitzgerald, Count Basie, Sarah Vaughan och Miles Davis. Festivalen, som brukar vara i fyra–fem dagar, hålls i slutet av oktober. 
Under de tidigare åren hölls festivalkonserterna på olika håll runt om i Umeå – bland annat i Sporthallen, Scharinska villan och Tegskyrkan – men sedan slutet av 1980-talet är de flesta av de 30–40 konserterna förlagda till olika scener i Umeå Folkets hus och i Norrlandsoperans lokaler vid Operaplan i centrala Umeå.